# Artur Hazelius
Artur Immanuel Hazelius (født 30. november 1833 i Stockholm, død 27. maj 1901) var en svensk sprogforsker, grundlægger af Nordiska Museet. Han var søn af August Hazelius.
Hazelius blev student i Upsala 1854, Dr. phil. 1860. Samme år udnævntes Hazelius til førstelærer i modersmålet ved Nya elementarskolan i Stockholm og blev 1864 lektor i svensk sprog og litteraturhistorie ved lærerindeseminariet sammesteds. I 1868 tog han sin afsked fra dette embede og helligede sig udelukkende til litterær virksomhed.
I 1869 var han sekretær ved det nordiske retskrivningsmøde i Stockholm. En frugt heraf var blandt andet hans skrifter: Om svensk rättstafning (1870—71), der indeholder dels den mest fuldstændige undersøgelse, den svenske litteratur ejer om retskrivningens grundregler, dels en grundig motiveret og historisk belyst undersøgelse af de hidtil benyttede retskrivningsregler.
1872 besluttede Hazelius i Stockholm at skabe et etnografisk Museum, bestemt til at
optage de materielle Vidnesbyrd om de skandinaviske Stammers ældre Kultur, og han har
i Udførelsen af denne Beslutning erhvervet siguvisnelige Fortjenester af nord. Kulturhistorie.
1873 kunde han for Almenheden aabne denne Samling, som siden er vokset til et betydeligt
Omfang og har haft megen Fremgang. Denne storartede Udvikling skyldes først og fremmest
H.’s ualmindelige Iver og Kraft samt hans Evne til at interessere alle Samfundsklasser
for sin Idé; i hans seneste Aar bidrog f. Eks. Rigsdagen med 50000 Kr.
Den skandinavisk-etnografiske Samling, der siden 1879 kaldes »Nordiska Museet«, og som siden 1880
er en selvejende Institution, omfatter nu Afdelinger for Sverige, Norge, Danmark, Finland
og Island samt indeholder ikke blot et overordentlig stort Antal Genstande fra Almuens
Liv, men en næsten lige saa stor Samling af Prøver paa de højere Stænders Kultur i den
nyere Tid. Det har for længst vundet Verdensry.
Dels ved Gave, dels ved Køb erhvervede
H. 1890—96 en stor Del af den nær Stockholm liggende kgl. »Djurgården«, som med et
Fællesnavn nu kaldes »Skansen«, hvor han 1891 aabnede et enestaaende Friluftsmuseum,
en smuk Park med Almuebygninger, en zoologisk Afdeling af Nordens tamme og vilde Dyr
samt en botanisk Have, der repræsenterer Nordens vilde og dyrkede Planter.
Nedenfor »Skansen« (paa Lejonslätten) paabegyndtes 1893 den
nuv. Pragtbygning for »Nordiska Museet«, en af Sthlm’s allerstørste Seværdigheder, aabnet
1907. Ved offentliggjorte Skr har H. søgt at gøre en større Almenhed bekendt med Museets
Indhold og dets Bet. for det etnografiske og kulturhist. Studium.